# Aarle-Rixtel
Aarle-Rixtel (plaatselijk dialect: Aale) is een dorp, voormalige heerlijkheid en voormalige gemeente in de Nederlandse provincie Noord-Brabant, gelegen in de Peelrand. Aarle-Rixtel is de op een na grootste kern van de gemeente Laarbeek, ten noorden van de gemeente Helmond. Aarle-Rixtel telde 5.845 inwoners op 1 januari 2023 (bron: CBS).

## Etymologie
Aarle werd voor het eerst genoemd in 1249. De meest recente verklaring van de naam is een samenstelling van lo = 'licht, open bos' met een oude boomnaam *are = ahorn. Rixtel duikt voor het eerst 1179 op als Ricstelle. Dit is een samenstelling van stelle = 'stal, veilige verblijfplaats' met een onduidelijk eerste deel, misschien rîc = 'rijk, machtig' of ric = 'smalle strook, pad'. Ook wordt Rixtel wel met Boxtel vergeleken, waarin buk 'reebok' betekent; men denkt dan aan rekke, rikke = 'reegeit', De naamverklaringen van Aarle als plaats aan de Aa en Rixtel als rijk kasteel zijn vormen van volksetymologie. Met de historisch juiste naamverklaring hebben ze niets te maken.

## Geschiedenis
De geschiedenis van Kasteel Croy is onder de beschrijving van het kasteel te vinden. Dit kasteel had te maken met de heerlijkheden Stiphout, Aarle en Rixtel.
Historisch gezien bestaat het dorp uit twee vroegere kernen: Aarle en zuidoostelijk daarvan Rixtel. In Aarle bevindt zich de kapel van Onze Lieve Vrouw in 't Zand. Beide plaatsen hadden een parochiekerk, maar beide werden genaast door de protestanten in 1648. Na 1672 werd er een schuurkerk gebouwd tussen beide parochies in, waardoor de parochies aaneengroeiden. De protestanten waren met zo weinigen dat ze niet in staat waren de twee voormalige parochiekerken te onderhouden. Ze raakten in verval en de parochiekerk van Rixtel werd in 1818 gesloopt. De Aarlese kerk, de voormalige Mariakerk, werd door de protestanten nog geruime tijd gebruikt.
In 1798 kregen de katholieken de gelegenheid om de Mariakerk terug te nemen, maar ze wilden liever in de schuurkerk blijven en vervolgens een nieuwe kerk bouwen. Ook de protestanten gaven de voorkeur aan een nieuwe kerk, daar herstel van de Mariakerk niet haalbaar bleek. Het aantal leden van de Hervormde Gemeente groeide echter, mede door toedoen van de Maatschappij van Welstand die boerderijen had opgekocht waar protestantse boeren in kwamen te wonen. Onder leiding van Arnoldus van Veggel werd een waterstaatskerk gebouwd dat in 1847 gereed kwam. Het was een achtkantig zaalkerkje. Bouwkundig gezien was het slecht geconstrueerd en nadat in 1872 de voorgevel instortte werd de kerk in 1873 geheel gesloopt. De nieuwe kerk, gebouwd die in 1874, staat bekend onder naam het Kouwenbergs kerkje, naar de locatie. Architect was Martin Dreesen.
In 1809 heerste er ook hier een strenge choleraepidemie. Koning Lodewijk Napoleon, die destijds koning van Holland was, maakte in die tijd de langste reis die een vorst ooit in het Koninkrijk Holland heeft gemaakt. Gedurende de reis verleende de koning persoonlijk bijstand bij deze cholera-epidemie in Aarle. Nergens in het hedendaagse Nederland staat nog een monument ter herinnering aan de koning; uitzondering is Aarle waar pal voor Kouwenbergs kerkje een monument van Lodewijk Napoleon is geplaatst.
Ook de katholieken kregen hun waterstaatskerk. Deze kwam in 1846 gereed en fungeert nog steeds als parochiekerk voor Aarle en Rixtel. Ook deze kerk wordt toegeschreven aan Arnoldus van Veggel.
Overigens vormden, na ongeveer 1810, de kernen Aarle en Rixtel een enkele gemeente Aarle-Rixtel. Deze is op 1 januari 1997 opgegaan in de gemeente Laarbeek.
In de twintigste eeuw zijn beide kernen volledig aaneengegroeid. Hierdoor is Aarle-Rixtel een betrekkelijk groot en lang dorp geworden, waarvan in 1823 een klein deel is afgesneden door de aanleg van de Zuid-Willemsvaart. Er kwamen twee belangrijke kloosters in Aarle-Rixtel: Het klooster van de Zusters van Liefde in 1856 (Mariëngaarde) en het klooster van de Missiezusters van het Kostbaar Bloed in 1903.

## Heemkunde
Aarle-Rixtel heeft een heemkundekring, genaamd "Barthold van Heessel" opgericht in 1952. Deze kring bezit kopieën van geboorte-, huwelijks- en overlijdensaktes vanaf 181., krantenartikelen, bevolkingsregisters en andere thema-gerelateerde documentatie. Daarnaast worden ook bidprentjes bewaard van mensen die in Aarle-Rixtel zijn geboren, getrouwd of overleden of er hebben gewoond. Ook is er een grote (digitale) fotocollectie rondom het thema Aarle-Rixtel. Het materiaal wordt beheerd door vrijwilligers en wordt bewaard in een eigen heemhuis gelegen aan de Kouwenberg, tegenover het voormalige gemeentehuis. Op deze locatie is ook het heemmuseum gevestigd waarin thematische wisseltentoonstellingen worden gehouden die zijn gelieerd aan het dorp Aarle-Rixtel.

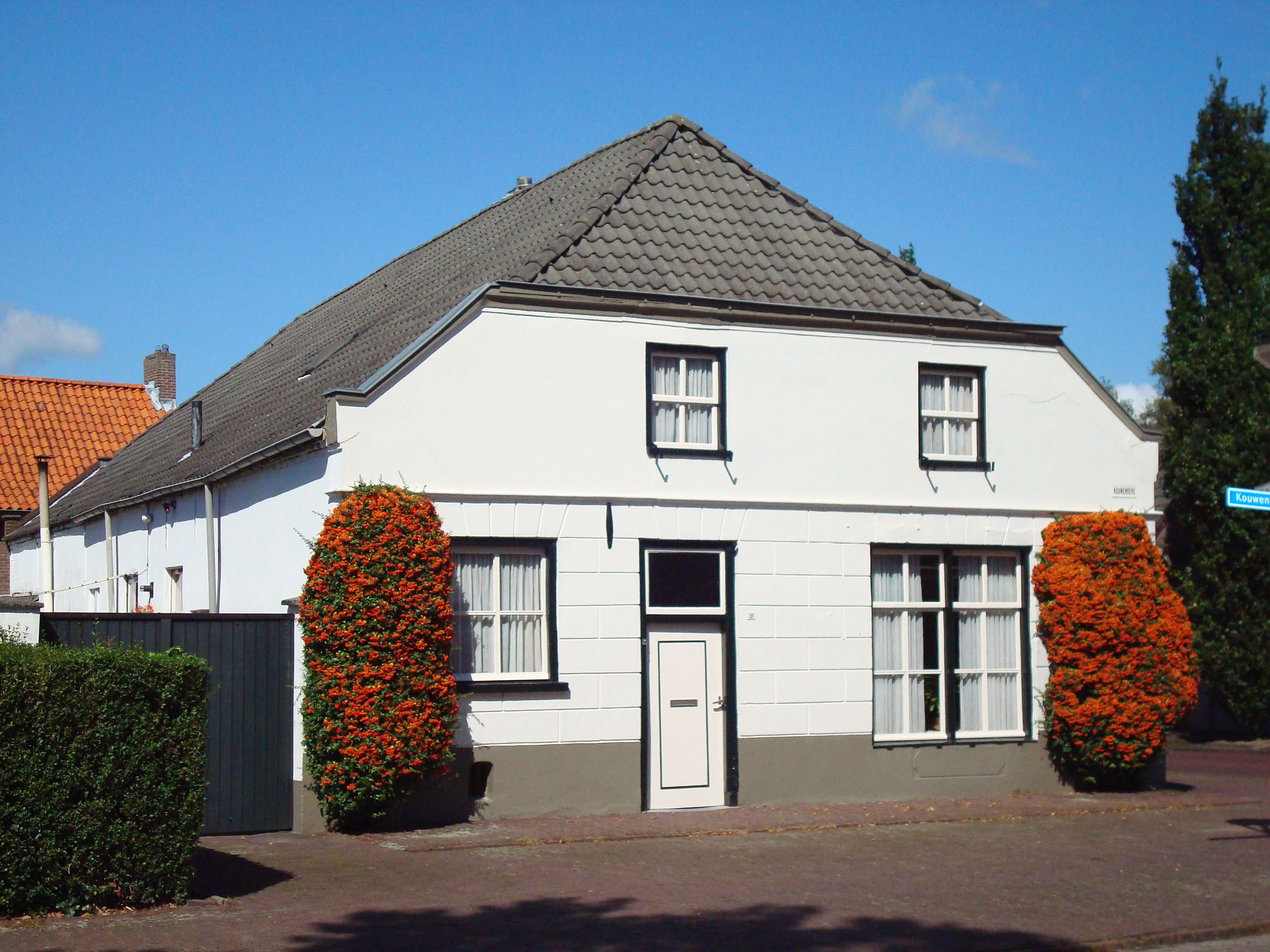
Heemhuis

## Klokken en textiel

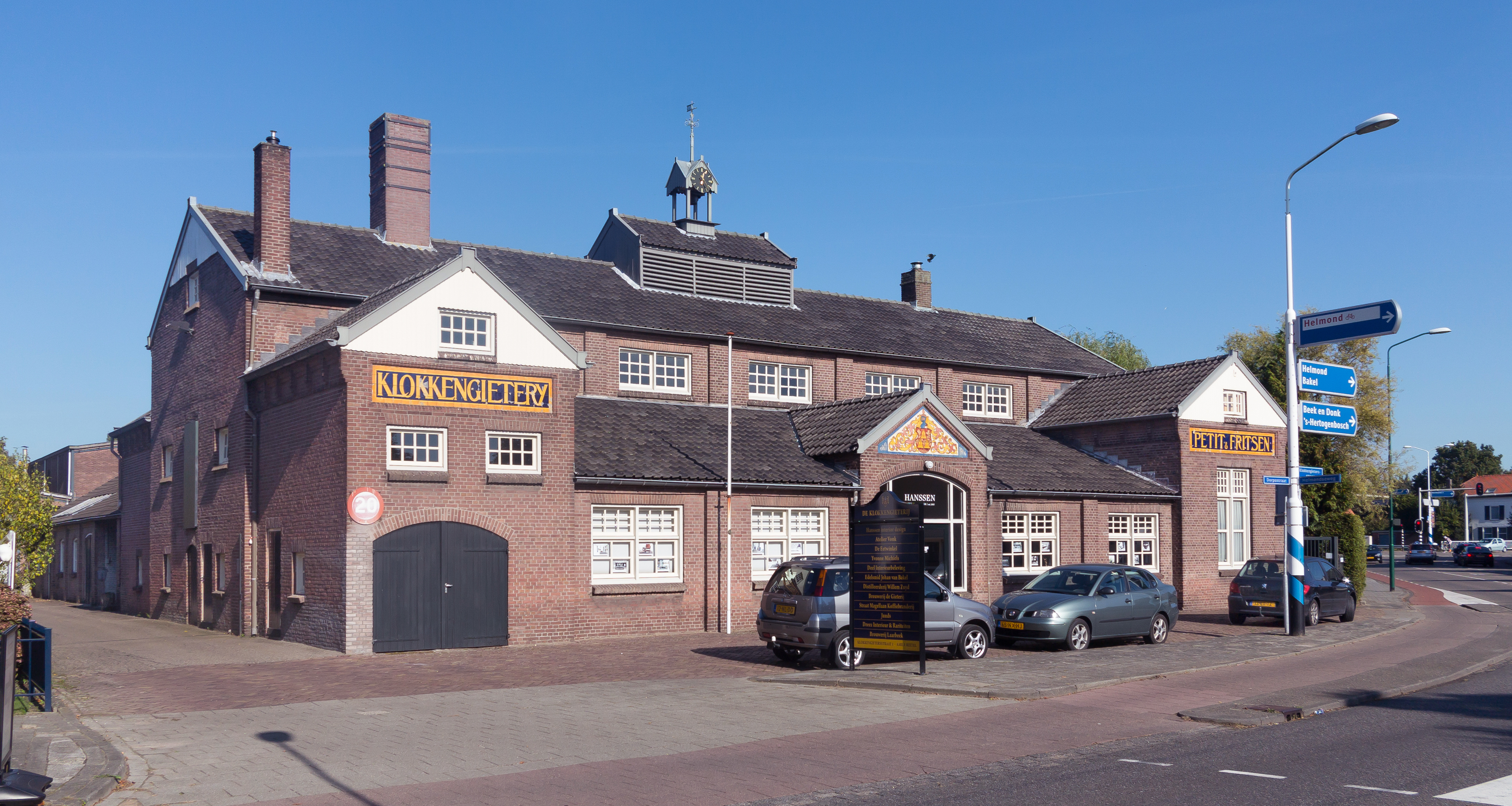
Klokkengieterij Petit & Fritsen

Het dorp staat mede bekend om zijn textielindustrie en voormalige klokkengieterij.
De klokkenindustrie had een lange geschiedenis die zich tot in 2014 voortzette. De firma Koninklijke Petit & Fritsen vervaardigde naast kerkklokken ook allerlei luidklokken en werd met name beroemd door haar carillons. Petit & Fritsen behoorde begin 21e eeuw in Nederland tot de laatste twee nog in bedrijf zijnde klokkengieterijen: in Asten (niet ver van Aarle-Rixtel) is anno 2021 nog de laatst overgeblevene: Koninklijke Eijsbouts (van de familie Eijsbouts). Deze gieterij heeft de activiteiten van Petit & Fritsen overgenomen.
Ook de textielindustrie kent een lange traditie, met in de 19e eeuw een uitgebreide thuisweverij die voornamelijk voor Helmondse ondernemers actief was. In de jaren dertig van de twintigste eeuw werd de Lieshoutsche Tricotagefabriek, ofwel Litrofa, verplaatst naar Aarle-Rixtel. De textielindustrie kende na de oorlog een opbloei door de vestiging in 1947 van de Artex, door textielfabrikant Louis van Kimmenade. In 2007 zijn ook de activiteiten van Weverij de Ploeg in Artex ondergebracht.

## Bezienswaardigheden

### Kasteel Croy

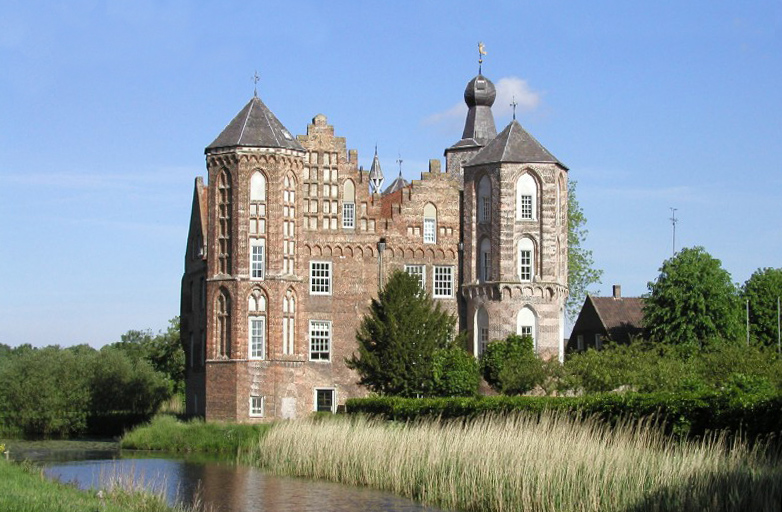
Kasteel Croy

Verder kent Aarle-Rixtel het landgoed Croy, waarop Kasteel Croy staat. Tot op de dag van vandaag is nog steeds niet bekend wanneer kasteel Croy is gebouwd. In het jaar 1472 bezat Rutger van Erp in het gebied Strijp een klein slot met daarbij een hoeve, ongeveer 20 bunder groot. Waarschijnlijk bestond het toenmalig slot uit de huidige noord-zuid gerichte vleugel, met de ronde toren op de noordwesthoek. Rutger van Erp bleef hier echter niet wonen. Nadien hebben nog vele adellijke families het kasteel bewoond. De laatste adellijke familie was de familie Van der Brugghen.
Het kasteel is sinds enkele jaren in gebruik als kantoorruimte in verband met exploitatie. Henk van Beek (heemkundige) en Wim Daniëls (schrijver) schreven een uitgebreid boek met veel informatie over Kasteel Croy.

### Kapel en klooster
Het Kloostercomplex Mariëngaarde met de kapel van Onze-Lieve-Vrouw in 't Zand is een groot kloostercomplex waarvan de kapel het oudste en oorspronkelijke deel uitmaakt. Deze dateert van omstreeks 1500, maar ze raakte na 1568 in verval, want de devotie verminderde door de opkomende reformatie. In 1597 volgde herstel en de kapel werd ook vergroot, totdat ze in 1616 het huidige voorkomen kreeg. Het gebouw heeft een verlaagd koor en de zuidarm heeft een in- en uitgezwenkte topgevel uit 1608. Hier werd en wordt Onze-Lieve-Vrouwe van Aarle-Rixtel vereerd, wat een beeldje uit de 14e of 15e eeuw is. In 1648 werd de kapel door de protestanten gevorderd en werd het een school, later een raadhuis. Het Mariabeeldje werd in de buitengevel geplaatst, en in 1667 kwam het achtereenvolgens te staan in de schuurkerken achter de Kerkstraat en op de Kouwenberg. In 1846 kwam de nieuwe kerk gereed, waar het beeldje in werd geplaatst. De pastoor kocht echter in 1853 de oude kapel terug, en in 1856 kwam het beeldje weer op zijn oorspronkelijke plaats. In dat jaar kwam ook het klooster van de Zusters van Liefde van Onze Lieve Vrouw, Moeder van Barmhartigheid gereed, waar de kapel deel van ging uitmaken. Van 1897-1906 werd het interieur van de kapel vernieuwd naar een ontwerp van het bureau van Pierre Cuypers. Er kwam een nieuw altaar, glas-in-loodramen en er kwamen muurschilderingen op de triomfboog, die bedevaartgangers voorstellen welke, op zoek naar genezing, naar het beeldje komen, Een aantal van de wonderbaarlijke genezingen, plaatsvindend in de eerste helft van de 17e eeuw, worden daar gememoreerd. In 1951 werd de rechter zijbeuk van de kapel herbouwd.
In de kapel bevindt zich een kopie van een drieluik, geschilderd door Jacob Cornelisz. van Oostsanen, dat een Madonna met Kind voorstelt. Het origineel is in permanente bruikleen gegeven aan het Museum voor Religieuze kunst te Uden.
Het beeldje van Onze-Lieve-Vrouwe van Aarle-Rixtel bevindt zich eveneens in het interieur van de kapel. Het is een pijpaarden beeldje dat waarschijnlijk in Arendonk is vervaardigd. Het beeldje, dat uit het einde van de 15e eeuw stamt en ongeveer 20 cm hoog is, stelt een zittende madonna voor, een vorm die bekendstaat als Sedes sapientiae. Naar verluidt zou het gebakken zijn in de pottenbakkerij van Jan van Eyck, die ook in Rixtel bezittingen had. Dit soort beeldjes werd in grote aantallen vervaardigd en als aandenken aan een bedevaart meegenomen. Tijdens de 19e eeuw had het beeldje een rode mantel om. In 1906 werd het beeldje in een glazen kast geplaatst. In 1917 is de kleding verwijderd en is het beeldje opnieuw gepolychromeerd. In 1951 werd een zilveren schrijn vervaardigd en in 1956 kreeg het beeld een gouden kroon met parels en edelstenen. Het jaar daarop kreeg ook het kindje Jezus een gouden kroon.
Veel later is het beeldje door criminelen vernield teneinde de sieraden te bemachtigen. Het huidige beeldje is een replica van het oorspronkelijke exemplaar.
Voor de geschiedenis van de bedevaart naar dit beeldje, zie het artikel over: Onze-Lieve-Vrouwe van Aarle-Rixtel.

## Overige bezienswaardigheden
- De Kerk Onze Lieve Vrouw Presentatie is een waterstaatskerk uit 1846, waarvan de ingang geflankeerd wordt door kolommen. De kerk bezit een Smits-orgel.
- Het Kouwenbergs kerkje is de voormalige hervormde kerk, een eenvoudig klein gebouwtje met torentje uit 1874 aan de Kouwenberg. Het gebouwtje is tegenwoordig niet meer als kerk in gebruik, doch in bezit van de Stichting Het Kouwenbergs Kerkje, die het verhuurt voor bijzondere gelegenheden en concerten.
- Het Hagelkruis is een zeer oud natuurstenen kruisbeeld dat zich bij een wegkruising op de Hoge Akkers ten noorden van Aarle-Rixtel bevindt. In Gelderland zijn enkele hagelkruizen van hout en ijzer bewaard gebleven.
- Huis Ter Hurkens, ook Heurkenshuis of De Witte Poort genoemd, is een landhuis ten noorden van Aarle-Rixtel op een plaats waar vroeger een kasteel gelegen heeft.
- Missieklooster Heilig Bloed, gelegen ten noordoosten van Aarle-Rixtel, in een ontginningsgebied.
- De bossen en natuur buiten de bebouwde kom van Aarle-Rixtel.

## Monumenten
In Aarle-Rixtel bevinden zich 31 rijksmonumenten.
Zie:
- Lijst van rijksmonumenten in Aarle-Rixtel
- Lijst van gemeentelijke monumenten in Aarle-Rixtel

## Cultuur, recreatie en sport
- Het Onze Lieve Vrouwegilde (De Blauwe Schut) is een schuttersgilde en dateert van 1324.
- Het Gilde Sint Margaretha (De Rode Schut) is de tegenhanger van het Onze Lieve Vrouwegilde en dateert van 1411.
- Turn en Gymnastiekvereniging Cialfo Gym
- Scouting Aarle-Rixtel
- Sportpark de Hut
- Open Jongerencentrum Aarle-Rixtel (OJA)
- Harmonie de Goede Hoop
- ATTC '77 (Aarle-Rixtelse TafelTennis Club sinds 1977)
- Stichting Organisatie Carnaval Ganzegat (S.O.C.G.)

## Bekende inwoners
- Arnoldus Arlenius (1510-1582), humanist en classicus
- Eustachius van Lieshout (1890-1943), pater, zalig verklaard juni 2006
- Johan Verschuuren (1935-2021), weerman
- Wim Daniëls (1954), schrijver en taalkundige
- Hans Renders (1957), hoogleraar geschiedenis en biografie-theorie
- Charles Jeurgens (1960), hoogleraar archiefwetenschap
- Eddy Bouwmans (1968), wielrenner
- Stan Teuben (1995), voetbalscheidsrechter

## Aangrenzende kernen
Aarle-Rixtel grenst in het noorden aan de dorpen Beek en Donk (Laarbeek) en Gemert (Gemert-Bakel), in het oosten aan de dorpen Bakel (Gemert-Bakel) en De Mortel (Gemert-Bakel), in het zuiden aan de stad en gemeente Helmond en in het westen aan het dorp Lieshout (Laarbeek).

## Voetnoten
1. 1 2 3 4 5  Tabel: Bevolking; maandcijfers per gemeente en overige regionale indelingen, 1 januari 2023, Centraal Bureau voor de Statistiek, Voorburg/Heerlen
2. ↑  ANWB Topografische Atlas Noord-Brabant (2005) - kaart 99 173-392 ISBN 90-18-02128-8
3. ↑  Frank van den Hoven - De Topografische Gids van Nederland (1997) blz 72 ISBN 90-803027-3-2
4. ↑  Kaart Gebiedspaspoorten/Kenmerken - Provincie Noord-Brabant. Gearchiveerd op 20 april 2021.
5. ↑  G. van Berkel & K. Samplonius (2018), Nederlandse plaatsnamen verklaard. Gearchiveerd op 29 juli 2019.
6. ↑  G. van Berkel & K. Samplonius (2018), Nederlandse plaatsnamen verklaard. Gearchiveerd op 18 september 2020.

Hoofdplaats: Beek en Donk      Dorpen: Aarle-Rixtel · Lieshout · Mariahout

Buurtschappen: Achterbosch · Asdonk · Beemdkant · Bemmer · Broek · Broekkant · Deense Hoek · Donkersvoort · Ginderdoor · Groenewoud · Heereind · Hei · Heikant · 't Hof · Hool · Karstraat · Laar · Strijp

Noord-Brabant: Steden en dorpen      Nederland: Provincies · Gemeenten